# Samoa (Californie)
Pour les articles homonymes, voir Samoa (homonymie).
Samoa est une census-designated place du comté de Humboldt, dans l'État de Californie, aux États-Unis,. En 2020, elle compte une population de 229 habitants.